# Petr Bogatyrev
Petr Bogatyrev (en russe , prononcé Piotr Bogatyryov, né le 11 mars 1991) est un athlète russe, spécialiste de la marche athlétique. 

## Biographie
À partir de 2011, tous ses résultats sont annulés pour dopage.

### Palmarès
| Date | Compétition                   | Lieu    | Résultat | Épreuve         | Performance     |
| ---- | ----------------------------- | ------- | -------- | --------------- | --------------- |
| 2010 | Championnats du monde juniors | Moncton | 3e       | 10 000 m marche | 40 min 50 s 37  |
| 2011 | Championnats d'Europe espoirs | Ostrava | DQ       | 20 km marche    | 1 h 24 min 20 s |
| 2013 | Championnats d'Europe espoirs | Tampere | DQ       | 20 km marche    | 1 h 21 min 31 s |

### Records
| Épreuve      | Performance     | Lieu        | Date              |
| ------------ | --------------- | ----------- | ----------------- |
| 10 km marche | 39 min 33 s     | Voranava    | 16 septembre 2012 |
| 20 km marche | 1 h 20 min 18 s | Tcheboksary | 8 juin 2013       |